# 八線小刺眼鰍
八線小刺眼鰍為輻鰭魚綱鯉形目鰍科的其中一種，被IUCN列為易危保育類動物，為熱帶淡水魚，分布於亞洲印尼及馬來西亞淡水流域，體長可達9.6公分，棲息在底部水域，生活習性不明。

## 扩展阅读
維基物種上的相關：八線小刺眼鰍